# راجر ریندارکنت
راجر ریندارکنت (انگلیسی: Roger Rinderknecht؛ زادهٔ ۴ مهٔ ۱۹۸۱) دوچرخه‌سوار اهل سوئیس است.
وی در مسابقات کشوری و بین‌المللی در مجموع برندهٔ ۱ مدال طلا، ۳ مدال نقره شده‌است.